# Ironman Coeur d’Alene
Der Ironman Coeur d’Alene ist eine Triathlon-Sportveranstaltung über die Ironman-Distanz (3,86 km Schwimmen, 180,2 km Radfahren und 42,195 km Laufen) in Idaho in den Vereinigten Staaten.

## Organisation
Organisiert wurde diese Veranstaltung von 2003 an zunächst von North American Sports und sie fand seit 2003 jährlich im Juni statt. 2009 kaufte die World Triathlon Corporation (WTC), ein damaliges Tochterunternehmen von Providence Equity Partners, das seit 2015 zur chinesischen Wanda Group gehört, die US-amerikanischen Anteile von NA Sports auf.

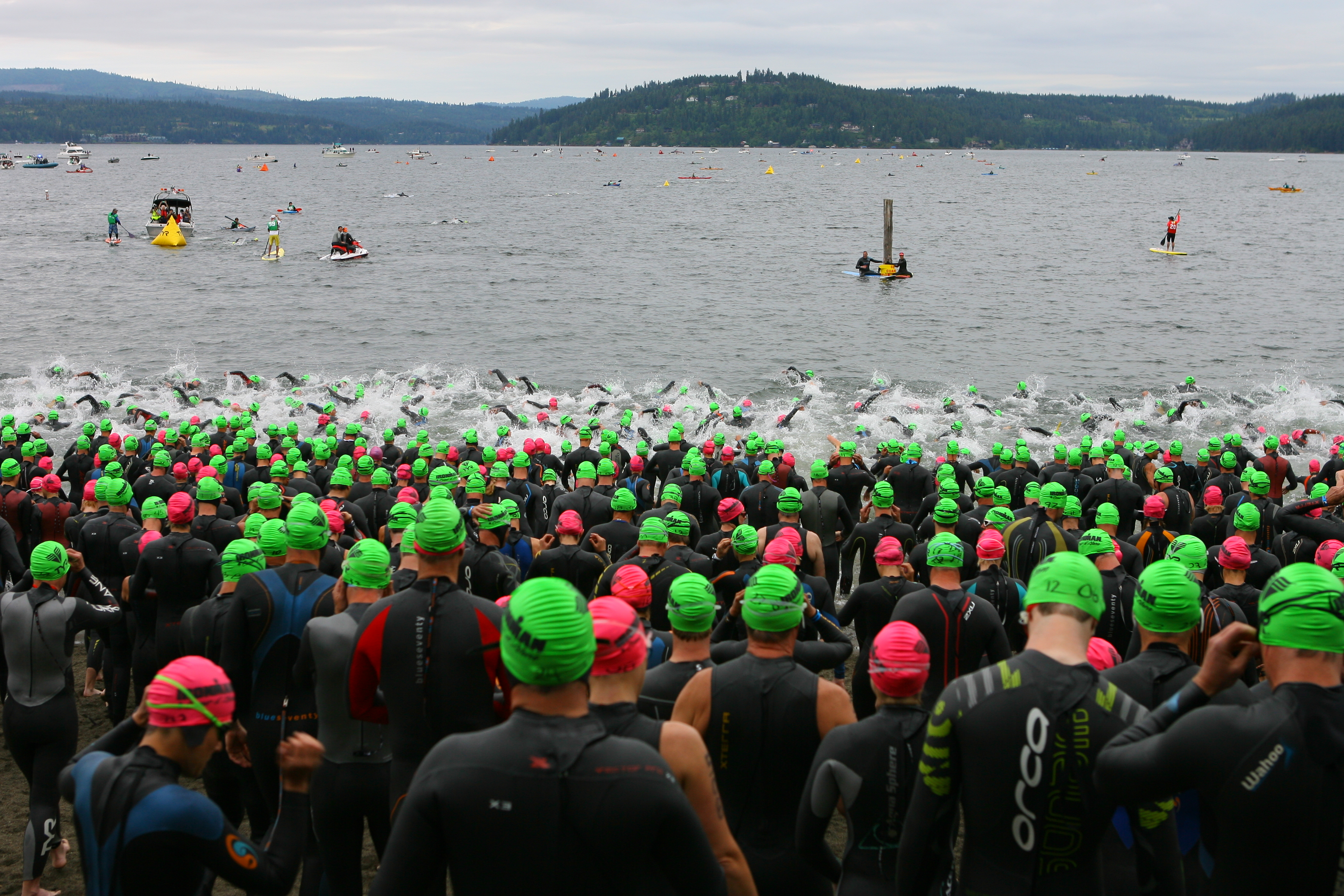
Start am Coeur d’Alene Lake, 2012

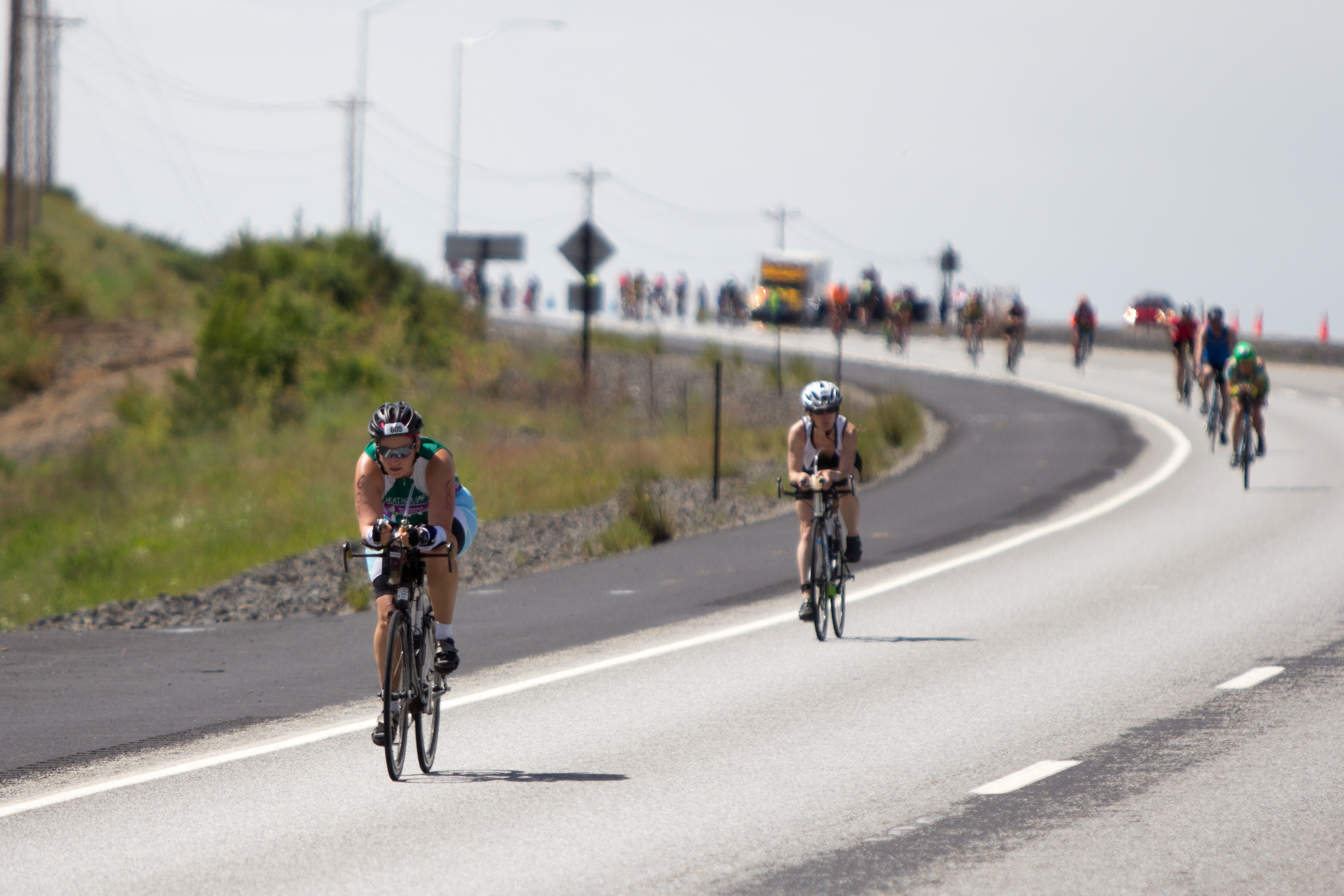
Athleten auf der Radstrecke, 2013

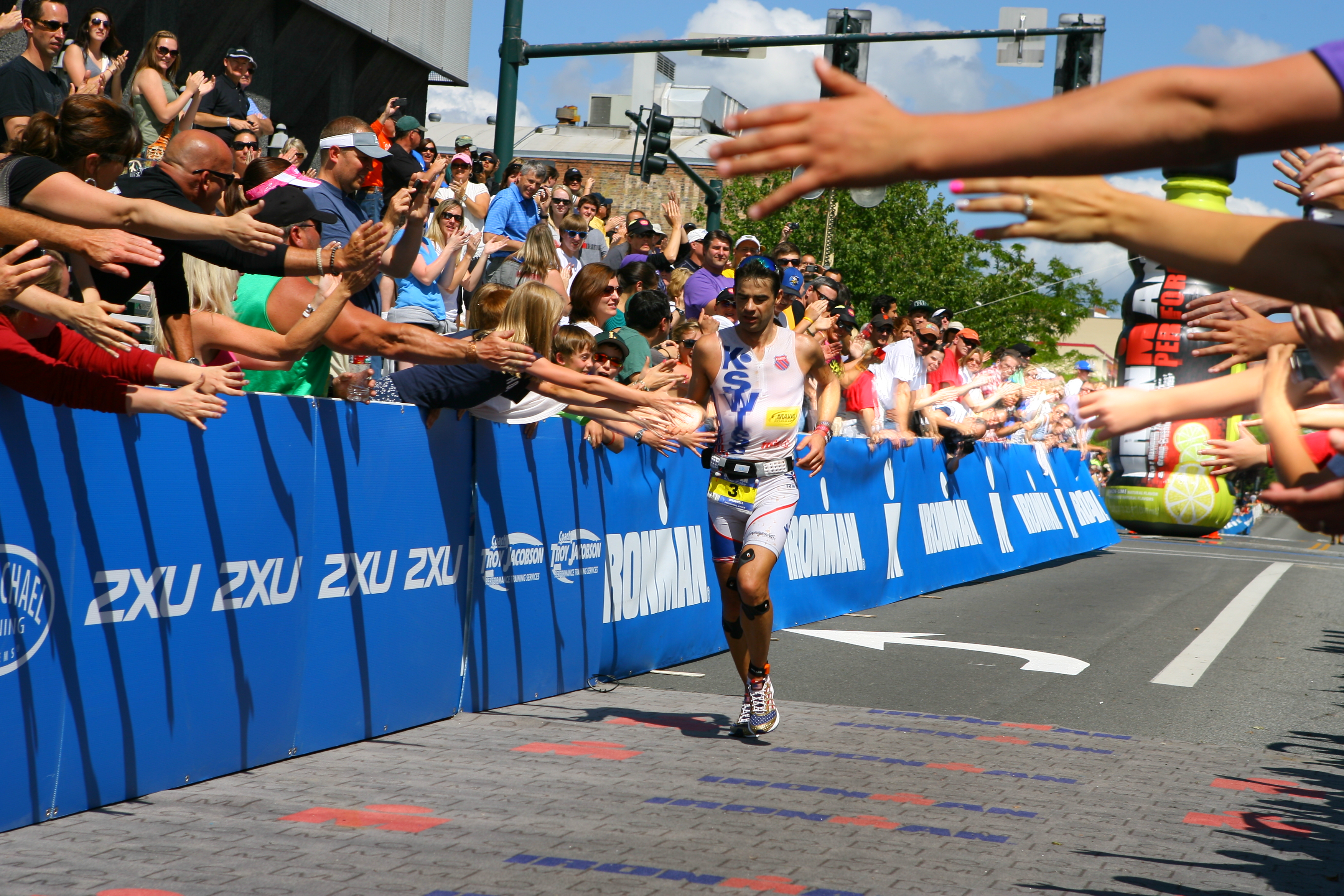
Timothy O’Donnell als Zweiter im Ziel, 2012

Für 2016 wurde die Austragung von Juni auf Ende August verlegt und das Rennen wurde am 21. August 2016 ohne Teilnahme von Profi-Athleten ausgetragen. 2017 wurde dieser Ironman wieder als Age-Group-Rennen ausgetragen.

Für 2018 wurde keine Verlängerung dieses Rennens mehr angekündigt. 2021 wurde das Rennen aber wieder aufgenommen und sowohl bei den Frauen wie auch den Männern wurden am 27. Juni neue Streckenrekorde erzielt.

### Streckenverlauf
- Der Schwimmkurs ging über zwei Runden im Coeur d’Alene Lake. 2013 wurde beim Ironman Coeur d’Alene als erstem Wettkampf der WTC ein Rolling Start eingeführt und seither beibehalten.[2]

Die Amateure starten bei diesem Format vereinzelt über einen Zeitraum von mehreren Minuten. Vorteil ist die geringere Teilnehmerdichte auf der Radstrecke, wodurch Verstöße gegen das Draftingverbot (Fahren im Windschatten des Vordermannes) reduziert werden. Nachteil ist, dass aus der Reihenfolge des Zieleinlaufs für die Amateure nicht auf die Platzierung geschlossen werden kann.
- Die Radstrecke verlief bis 2011 über zwei Runden entlang des Coeur d’Alene Lake und des Hayden Lake.[3]

Seit 2012 war die Radstrecke mit nach Veranstalterangaben kumuliert 1755 Höhenmetern eine hügelige Wendepunktstrecke über zwei Runden, die zunächst am Nordufer des Coeur d’Alene Lake entlang nach Osten führt und dann am Start- und Zielbereich vorbei über den U.S. Highway 95 Richtung Süden.
- Schließlich führte auch die Laufstrecke über die Marathon-Distanz auf zwei Runden am nördlichen Ufer des Coeur d’Alene Lake entlang Richtung Osten.

### Streckenrekorde
Der Streckenrekord bei den Frauen hält seit 2021 die US-Amerikanerin Carrie Lester mit ihrer Siegerzeit von 8:54:51 Stunden und der US-Amerikaner Sam Long hält mit 8:07:40 Stunden ebenso seit 2021 den Streckenrekord bei den Männern. Als erfolgreichste Profi-Athleten konnten die Kanadierin Heather Wurtele, der Ukrainer Viktor Zyemtsev und der US-Amerikaner Andy Potts hier jeweils dreimal gewinnen.

## Siegerliste
| N ° | Datum/Jahr    | Männer               | Männer            | Männer              | Frauen              | Frauen             | Frauen             |
| N ° | Datum/Jahr    | Erster Platz         | Zweiter Platz     | Dritter Platz       | Erster Platz        | Zweiter Platz      | Dritter Platz      |
| --- | ------------- | -------------------- | ----------------- | ------------------- | ------------------- | ------------------ | ------------------ |
| 17  | 25. Juni 2023 | Chris Leiferman (SR) | Matthew Marquardt | Justin Metzler      | Jodie Robertson     | Haley Chura        | Melanie McQuaid    |
| 16  | 27. Juni 2021 | Sam Long             | Justin Metzler    | Pedro Ribeiro Gomes | Carrie Lester (SR)  | Fenella Langridge  | Linsey Corbin      |
| 15  | 27. Aug. 2017 | Mark Saroni          | Jose Graca        | Thomas Marin        | Haley Cooper-Scott  | Cristina Mata      | Olesya Prystayko   |
| 14  | 21. Aug. 2016 | Kevin Portmann       | Brian Schaning    | Brian Lambert       | Morgan Anderson     | Cailla Patterson   | Lindsay Ludlow     |
| 13  | 28. Juni 2015 | Andy Potts -3-       | Callum Millward   | Stephen Kilshaw     | Heather Jackson     | Amanda Stevens     | Kim Schwabenbauer  |
| 12  | 29. Juni 2014 | Andy Potts -2-       | Wiktor Sjemzew    | Ben Hoffman         | Heather Wurtele -3- | Kelly Williamson   | Jessica Smith      |
| 11  | 23. Juni 2013 | Ben Hoffman          | Wiktor Sjemzew    | TJ Tollakson        | Heather Wurtele -2- | Caitlin Snow       | Uli Brömme         |
| 10  | 24. Juni 2012 | Wiktor Sjemzew -3-   | Timothy O’Donnell | Matthew Russel      | Meredith Kessler    | Haley Cooper-Scott | Whitney Garcia     |
| 09  | 26. Juni 2011 | Craig Alexander      | Maik Twelsiek     | Tom Evans           | Julie Dibens        | Caitlin Snow       | Haley Cooper-Scott |
| 08  | 27. Juni 2010 | Andy Potts           | Courtney Ogden    | Michael Lovato      | Linsey Corbin       | Meredith Kessler   | Kelly Williamson   |
| 07  | 21. Juni 2009 | Francisco Pontano    | TJ Tollakson      | Maximilian Longrée  | Tyler Stewart       | Kate Major         | Heather Wurtele    |
| 06  | 22. Juni 2008 | Tom Evans            | Wiktor Sjemzew    | Michael Lovato      | Heather Wurtele     | Heather Gollnick   | Tiina Boman        |
| 05  | 24. Juni 2007 | Wiktor Sjemzew -2-   | Tom Evans         | Michael Lovato      | Kim Young           | Haley Cooper       | Solette Kummer     |
| 04  | 25. Juni 2006 | Chris Hauth          | Michael Gordon    | Andrew Johnson      | Joanna Zeiger       | Heather Gollnick   | Kate Major         |
| 03  | 26. Juni 2005 | Wiktor Sjemzew       | Tom Söderdahl     | Michael Lovato      | Kristie Kniaziew    | Mindy Surratt      | Kate Bevilaqua     |
| 02  | 27. Juni 2004 | Chris Legh           | Matt Seeley       | Andriy Yastrebov    | Lynley Allison      | Heather Gollnick   | Karen Halloway     |
| 01  | 29. Juni 2003 | Michael Lovato       | Raynard Tissink   | Matt Seeley         | Heather Gollnick    | Lynley Allison     | Monica Caplan      |

(SR: Streckenrekord)